# Меньщиков, Анатолий Сергеевич
Анатолий Сергеевич Меньщиков (род. 3 июня 1950, Москва, СССР) — актёр театра, радио и телевидения, мастер художественного слова, биограф-историк. Награждён дипломом Российского фонда культуры. Лауреат Всесоюзных и Всероссийских конкурсов артистов-чтецов (1975—1985). Заслуженный артист Российской Федерации (2007).

## Биография
Отец — Сергей Иванович Меньщиков (1906—1961), электрослесарь; мать — Мария Александровна Меньщикова (урождённая Антипова) (1910—1990), домохозяйка.
Ученик Анатолия Борисова в (театральном училище имени Щукина, 1973—77), артист Театра им. Вахтангова (с 1975).
Дебют Меньщикова на профессиональной сцене состоялся в 1968 году, когда он, будучи машинистом сцены московского Театра на Таганке (1967—70, 1972—73), сыграл роль Лорана в спектакле «Тартюф» по пьесе Мольера (режиссёр Ю. П. Любимов).
В 1970 году взял ставшую позже знаменитой анкету у Владимира Высоцкого. На её вопросы также ответили Валерий Золотухин, Вениамин Смехов, Леонид Филатов, Борис Хмельницкий и другие актёры Театра на Таганке.
Настоящее признание слушателей принесли Меньщикову воскресные поэтические концерты по заявкам на радиостанции «Говорит Москва» (1999—2006). Лауреат премии «Театрал» (2005).

## Творчество

### Роли в театре
- «Гибель эскадры» А. Е. Корнейчука — «Зоркий»
- «Дела давно минувших дней» — Господин П.
- «Степан Разин» — Алексеев
- «Мистерия-Буфф» — 2-й черт
- «Правда памяти» — Дороховский
- «Роза и Крест» — Менестрель-жонглер
- «Анна Каренина» — Татарин
- «И дольше века длится день» Ч. Айтматова — Зять Казангана
- «Мария Тюдор» Виктора Гюго — Лорд Монтегью
- «Енисейские встречи» — Шумский
- «Кабинетная история» — Друг детства
- «Зойкина квартира» — Точильщик
- «Государь ты наш, батюшка…» — Иван малый
- «Принцесса Турандот» — Мудрец, позже Панталоне, секретарь Алтоума
- «Ричард III» Шекспира, режиссёр Михаил Ульянов, постановка и декорации Р. Капланян — Хастингс
- «Фронт» А. Корнейчука — Шаяметов
- 1993 — «Без вины виноватые» А. Н. Островского, постановка Петра Фоменко — Иван, слуга в гостинице
- 1994 — «Опера нищих» по «Трёхгрошовой опере» Б. Брехта и К. Вайля, постановка Гарри Черняховского — Нищий
- 1995 — «Али-Баба и сорок разбойников» В. Шалевича, М. Воронцова, постановка В. А. Шалевича, Александра Горбаня — Мустафа
- 1996 — «Пиковая дама» А. С. Пушкина. Режиссёр Петр Фоменко — Кучер и 3-й гость
- «Левша» — Силуян
- «Земля обетованная» — Клемент
- 1999 — «Чудо святого Антония» Метерлинка — Рабюто
- 2000 — «Дядюшкин сон» Ф. М. Достоевского, авторы инсценировки Владимир Иванов, Павел Любимцев. Режиссёр: Владимир Иванов — Пахомыч, старинный камердинер и любимец князя
- 2002 — «Царская охота» Л. Зорина, постановка Владимира Иванова — Фёдор Костылев, матрос
- 2002 — «Ревизор» Н. В. Гоголя, постановка Римаса Туминаса — Прохоров
- 2003 — «Лир» Шекспира, режиссёр Владимир Мирзоев — Куран, придворный
- 2003 — «Фредерик, или Бульвар преступлений» Э. Шмитт, режиссёр Николай Пинигин — Пипле, привратник
- 2004 — «Калигула» А. Камю, постановка Павла Сафонова — Мерейя
- 2004 — «Мадемуазель Нитуш» Эрве, постановка Владимира Иванова — Лорио
- 2005 — «Чулимск, прошлым летом» (по пьесе А. В. Вампилова «Прошлым летом в Чулимске»), постановка Дмитрия Петруня — Еремеев
- 2007 — «Правдивейшая легенда одного квартала» по Дж. Стейнбеку, постановка Владимира Иванова — отец Рамон

### Роли в кино
- 1974—1977 — Хождение по мукам
- 1975 — От зари до зари — Игорь Малофеев, попутчик Рожнова в поезде
- 1976 — Ну, публика! (телеспектакль) — внук-студент
- 1978 — Сибириада — нефтяник
- 1980 — О бедном гусаре замолвите слово — гусар с трубкой
- 1981 — Тропинины — шофёр военкома
- 1983 — Молодые люди — Виктор Хотунцев
- 1987 — Портрет (телеспектакль) — «Мундир»
- 1991 — И возвращается ветер… — Лёвушка
- 1992 — Детство Никиты — Пахом
- 2000 — Дядюшкин сон (телеспектакль) — Пахомыч
- 2007 — Морская душа — Иван Македонович
- 2007—2009 — Огонь любви — Константин Васильевич, директор завода
- 2009 — Глухарь (Хамелеон, 38-я серия) — Николай Александрович
- 2009 — Победитель — тренер по конной выездке
- 2010 — Точка кипения — директор пансионата

## Награды
- Орден Дружбы (10 сентября 2021 года) — за большой вклад в развитие отечественной культуры и искусства, многолетнюю плодотворную деятельность[2].
- Заслуженный артист Российской Федерации (28 декабря 2007 года) — за заслуги в области искусства[1].